# Ганс Карл Артманн
Ганс Карл Артманн, часто Г.К.Артманн, а також Іб Гансен (нім. Hans Carl Artmann, 12 червня 1921, Відень – 4 грудня 2000, там само) — австрійський поет, прозаїк, драматург, перекладач, найчільніший представник німецькомовної експериментальної літератури.

## Біографія
Син шевця. Брав участь у Другій світовій війні, був тяжко поранений. Дебютував у 1947 році, друкувався в газетах, писав для радіо. 1951 року заснував Віденську школу авангардної поезії. З 1954 року багато мандрував, був у Голландії, Бельгії, Франції, Іспанії, в 1961–1965 проживав у Швеції, потім у Берліні й Зальцбурзі. 1973 року заснував Анти-ПЕН клуб і Грацьке авторске співтовариство – найбільшу асоціацію австрійських письменників поряд з ПЕН-клубом, став його першим президентом.

## Творчість
Писав переважно віденським діалектом, а також німецькою, поєднуючи образи фольклору й дитячої поезії з поетикою футуризму й сюрреалізму, підкресленим смисловим абсурдизмом й невтримним словесним експериментаторством. Перекладав з кількох мов, зокрема твори Війона, С. Тернера, Кальдерона, Кеведо, Лопе де Вега, Тірсо де Моліни, Мольєра, Гольдоні, Бомарше, Маріво, Лабіша, Фейдо, Жаррі, Гольберга, Стріндберга, Е. Ліра, Лавкрафта та ін. Виступав як кіносценарист і лібретист (співпрацював з ГК Грубером та ін.). Автор дитячих книжок, переклав один з томів коміксу «Пригоди Астерікса».

## Вибрані твори
- 1954:  Der Knabe mit dem Brokat, лібретто камерної опери
- 1958: med ana schwoazzn dintn. gedichta r aus bradnsee
- 1959: hosn rosn baa (в співарторстві з Герхадом Рюмом та Фрідріхом Ахляйтнером)
- 1959: Von denen Husaren und anderen Seil-Tänzern
- 1959: das suchen nach dem gestrigen tag oder schnee auf einem heißen brotwecken
- 1966: verbarium
- 1967: Grünverschlossene Botschaft
- 1968: Frankenstein in Sussex, Fleiß und Industrie
- 1968: Baladn (за Франсуа Війоном)
- 1969: Mein Erbteil von Vater und Mutter
- 1969: Die Anfangsbuchstaben der Flagge
- 1969: ein lilienweißer brief aus lincolnshire. gedichte aus 21 jahren
- 1970: The Best of H.C. Artmann
- 1970: Grammatik der Rosen. Gesammelte Prosa
- 1971: How much, Schatzi?
- 1972: Der aeronautische Sindtbart oder Seltsame Luftreise von Niedercalifornien nach Crain
- 1972: Das im Walde verlorene Totem
- 1974: Unter der Bedeckung eines Hutes
- 1975: Aus meiner Botanisiertrommel
- 1978: Nachrichten aus Nord und Süd
- 1982: Die Sonne war ein grünes Ei
- 1984: Nachtwindsucher - Einundsechzig österreichische Haiku
- 1993: Der Schlüssel zum Paradies: Religiöse Dichtung der Kelten
- 1993 Das poetische Werk
- 2001: Ich bin Abenteurer und nicht Dichter: Aus Gesprächen mit Kurt Hofmann
- 2003: Sämtliche Gedichte
- 2005: Derr Herr Norrrdwind, опера для дітей, музика ХК Грубера

## Визнання
Лауреат Великої державної премії Австрії (1974), Літературної премії Відня (1977), Зальцбурга (1991) та провінції Штирія (1999), премій Ґрільпарцера (1992) й Бюхнера (1997), почесний доктор Зальцбурзького університету (1991).
З 2004 у Відні присуджують премію Г.К. Артманна.

## Українські переклади Артманна
Українською мовою поезії Артманна перекладали Роман Осадчук та Мойсей Фішбейн.
Див. Двадцять австрійських поетів ХХ сторіччя, пер. з німецької, вид. Юніверс, Київ, 1998, с. 149-157